# Севское городское поселение
Се́вское городское поселение — муниципальное образование в центральной части Севского района Брянской области. Административный центр — город Севск.
Образовано в результате проведения муниципальной реформы в 2005 году, путём объединения территории дореформенного Севского горсовета и частей Княгининского и Пушкинского сельсоветов.

## Население
| 2009  | 2010  | 2011  | 2012  | 2013  | 2014  | 2015  | 2016  | 2017  |
| ----- | ----- | ----- | ----- | ----- | ----- | ----- | ----- | ----- |
| 7460  | ↗8244 | ↘8223 | ↘8061 | ↘8015 | ↘7846 | ↘7753 | ↘7622 | ↘7592 |
| 2018  | 2019  | 2020  | 2021  |       |       |       |       |       |
| ↘7515 | ↘7469 | ↘7406 | ↗7565 |       |       |       |       |       |

## Населённые пункты
| № | Населённый пункт   | Тип     | Население |
| - | ------------------ | ------- | --------- |
| 1 | Севск              | город   | ↗6732     |
| 2 | Заречный           | посёлок | ↘416      |
| 3 | Пенькозавод        | посёлок | ↘40       |
| 4 | Пушкарная Слобода  | деревня | ↘110      |
| 5 | Стрелецкая Слобода | деревня | ↘355      |